# Чінеду Еде
Чінеду Еде (нім. Chinedu Ede, нар. 5 лютого 1987, Берлін) — німецький футболіст нігерійського походження, що грав на позиції нападника.
Виступав, зокрема, за клуби «Герта», «Майнц 05» та «Твенте», а також молодіжну збірну Німеччини.

## Клубна кар'єра
Народився 5 лютого 1987 року в місті Берлін у сім'ї нігерійця і німкені. Вихованець юнацьких команд футбольних клубів «Берлін Атлетик», «Райнікендорфе Фуксе» та «Герта». З 2005 року став грати за резервну команду «Герти» у Регіоналлізі.
За першу команду берлінців дебютував на змаганнях 16 липня 2006 року в Кубку Інтертото проти «Москви», коли він вийшов на заміну на 84-й хвилині замість Марко Пантелича. Дебютував у Бундеслізі 13 серпня 2006 року в матчі проти «Вольфсбурга» (0:0). 14 квітня 2007 року Еде забив свій перший гол у Бундеслізі у грі проти «Бохума». Загалом дебютного сезону він зіграв 15 ігор у чемпіонаті, але наступного сезону втратив місце у команді і зіграв лише 4 гри.
21 травня 2008 року Еде підписав чотирирічний контракт з клубом другого дивізіону «Дуйсбург», де провів два сезони, після чого повернувся до Берліну і ще три роки грав у Другій Бундеслізі за «Уніон» (Берлін).
23 липня 2012 року підписав чотирирічний контракт з вищоліговим клубом «Майнц 05». Втім у новій команді виступав вкрай рідко, тому грав за резервну команду, а також на правах оренди за «Кайзерслаутерн» та кіпрський «Анортосіс».
Влітку 2015 року Еду спочатку повернувся в «Майнц» і зіграв чотири ігри за резервну команду Третій лізі, після чого 27 серпня 2015 року приєднався до нідерландського «Твенте» з Ередивізі, де отримав дворічний контракт. Більшість часу, проведеного у складі «Твенте», був основним гравцем атакувальної ланки команди. Втім після закінчення терміну дії контракту клуб не скористався можливістю його продовження і у червні 2017 року Чінеду приєднався до тайського клубу «Бангкок Юнайтед». Всього відіграв за бангкокську команду 7 матчів у національному чемпіонаті.
Наприкінці року повернувся до Німеччини та підписав контракт із клубом берлінської Регіональної ліги «Альтглініке». Там він завершив ігрову кар'єру влітку 2019 року.

## Виступи за збірні
2003 року дебютував у складі юнацької збірної Німеччини (U-17), загалом на юнацькому рівні взяв участь у 27 іграх, відзначившись 7 забитими голами.
Протягом 2007—2008 років залучався до складу молодіжної збірної Німеччини, у складі якої виграв чемпіонат Європи 2009 року у Швеції. На молодіжному рівні зіграв у 4 офіційних матчах.